# Phyllodium
Phyllodium – rodzaj roślin z rodziny bobowatych (Fabaceae). Obejmuje 7 gatunków. Występują one w południowo-wschodniej Azji na obszarze od Indiiu po Chiny sięgając na południu po zachodnią Oceanię i północną Australię. Rosną w suchych lasach tropikalnych, w zaroślach i formacjach trawiastych. Niektóre gatunki wykorzystywane są jako rośliny lecznicze.
Nazwa naukowa rodzaju utworzona została od greckiego słowa określającego liść (phyllon) i przyrostka -odion nawiązującego do podobieństwa i zarazem niewielkich rozmiarów, co odnosi się do liściopodobnych podsadek w obrębie kwiatostanu.

## Morfologia
PokrójKrzewy i półkrzewy.
LiścieTrójlistkowe z przylistkami.
KwiatyZebrane po kilka–kilkanaście w baldachy wsparte i przesłonięte przez parę liściopodobnych podsadek. Serie takich struktur tworzą kwiatostan złożony gronopodobny lub wiechopodobny. Kielich jest dzwonkowaty, omszony, z 5 ząbkami, z których trzy dolne są zwykle dłuższe od dwóch górnych. Kwiaty motylkowe białe lub jasnożółte, rzadko fioletowe, z żagielkiem jajowatym, z paznokciem, skrzydełka wąskoeliptyczne, łódeczka łukowato wygięta. Pręcików jest 10, z czego jeden wolny, pozostałe zrastające się. Słupek dłuższy od pręcików.
OwoceSiedzące, niepękające, przewęziste strąki z 2–7 członami.

## Systematyka
Pozycja systematyczna
Jeden z rodzajów podplemienia Desmodiinae, plemienia Desmodieae i podrodziny bobowatych właściwych Faboideae z rodziny bobowatych Fabaceae.
Wykaz gatunków
- Phyllodium elegans (Lour.) Desv.
- Phyllodium hackeri Pedley
- Phyllodium insigne Schindl.
- Phyllodium kurzianum (Kuntze) H.Ohashi
- Phyllodium longipes (Craib) Schindl.
- Phyllodium pulchellum (L.) Desv.
- Phyllodium vestitum Benth.